# 105 до н. е.

## Події
- У битві при Араузіоні римське військо зазнало нищівної поразки від кімврів і тевтонів.
- Кримінальні процеси проти Цепіона та інших за поразку при Араузіоні, суворі вироки.
- На чолі армії поставлений Гай Марій. Військова реформа. Перехід до найманої армії.

## Народились
- Марк Атій Бальб — претор 62 до н. е., намісник Сардинії в ранзі пропретора, зять Юлія Цезаря, дід імператора Августа.

## Померли
- Марк Авре́лій Скавр (лат. Marcus Aurelius Scaurus) — римський державний діяч і воєначальник, консул-суффект Римської республіки в 108 році до н. е.